# Rafael Orellana
Rafael Alberto Ramírez Orellana conocido en el mundo Taurino como Rafael Orellana, nació en Tovar (estado Mérida) el 26 de agosto de 1982, hijo del matador de toros Venezolano Nerio Ramírez "El Tovareño" y la española Filomena Orellana, hermano del novillero y banderillero Fabián Ramírez.
Se estrena de luces el 21 de marzo de 1998 en Canaguá (estado Mérida) para lidiar novillos de Los Marañones acompañado por Morante Pérez y Leonardo García.
Debuta con picadores el 10 de septiembre de 1999 en el marco de las 156º Feria Internacional de Tovar acartelado junto a Mauro David Pereira y Marcos Peña "El Pino" con utreros de Los Marañones. Tuvo  una breve  pasantía en  plazas secundarias de España, en plan de formación.
Doctorado el 10 de septiembre de 2005 en el Coliseo El Llano de la Ciudad de Tovar de manos del Colombiano Paco Perlaza en presencia del Venezolano-Merideño Leonardo Rivera, con "Lobo de Fuego", Nº 440 y 428 kilos, de La Ganaderìa Venezolana de La Cruz de Hierro.
Ha hecho presencia en las principales Plazas de Toros de Venezuela como Maracaibo, San Cristóbal, Valencia, Mérida, Maracay y su natal Tovar; es torero de lidiador y gallardo que no teme en presentarse en Plazas de 1.ª o de 2.ª, lo que le ha permitido conquistar trofeos en la mayoría de cosos taurinos de su país. Ha conquistado tres veces el trofeo  ferial  de Nuestra Señora  de  Regla de Tovar, lo cual es un récord. Igualmente ganó  El Rosario de Nuestra Señora  de la Chiquinquirá de Maracaibo,  el galardón  de Nuestra Señora de la Consolación  de Táriba,  el Premio Feria de Escuque, el Trofeo  Escuela Básica  de la Fuerza  Armada Nacional  de Maracay y Mejor Torero Venezolano de la XLII Feria Internacional  del Sol de Mérida. Ha tenido presentaciones en los hermanos países de Colombia (02), Perú (23) y México (02).
Su base de operaciones  es su natal ciudad de Tovar, donde junto al pelotero Johan  Santana es uno de los ídolos de la  comunidad.  La  dirección artística  corre a cargo de su padre  Nerio Ramírez, otrora torero  que ahora ejerce como comentarista taurino de televisión.
Entre las crónicas que sirven de referencia sobre  su carrera profesional pueden leerse las de los cronistas nacionales Víctor José López (Meridiano), Jesús Alberto  Araujo (Blogspot Dinastía Bienvenida), Nilson Humberto Guerra (Meridiano), Rubén Villafraz (Frontera), Claudio  Barboza (Panorama), Oscar Fernández Guillén (El  Nacional), Homero Duarte Corona (La Nación) y Freddy Ramírez (Los Andes).